# Puente de la Concordia
Die Puente de la Concordia führt die Calle 272 in Matanzas in der gleichnamigen Provinz auf Kuba über den Río Yumuri.
Sie gilt als die erste schmiedeeiserne Brücke Kubas.
Sie wurde zwischen 1875 und 1878 in der spanischen Kolonialzeit während des Zehnjährigen Krieges um die kubanische Unabhängigkeit errichtet, der aber vor allem den Oriente, den östlichen Teils Kubas, betraf. Bei der Eröffnung am 4. November 1878 erhielt sie den Namen Puente de la Concordia (Brücke der Einigkeit) zur Erinnerung an den im Februar des Jahres geschlossenen Vertrag von Zanjón, mit dem der Krieg beendet wurde.
Die Puente de la Concordia wurde von dem Architekten Pedro Celestino del Pandal als Bogenbrücke entworfen. Dabei bleibt offen, wie weit er neben dem äußeren Erscheinungsbild mit den vier dekorativen Säulen an den Eingängen der Brücke auch die Konstruktion des eisernen Tragwerks gestaltete.
Sie ist 36 m lang und rund 11 m breit mit einer ebenso langen Stützweite zwischen den Ufermauern und den Widerlagern. Die Gehwege haben gusseiserne Geländer. Der Bogen wurde nach dem Vorbild der 1852 eröffneten Puente de Isabel II (Puente de Triana) in Sevilla gestaltet, die wiederum eine Nachahmung der Pont du Carrousel (1834) in Paris war, die Antoine-Rémy Polonceau nach den Anregungen von Carl Friedrich von Wiebeking und Georg von Reichenbach aus gusseisernen Rohren und Ringen in den Zwickeln errichtet hatte. Allerdings besteht das in New York georderte Tragwerk aus neun schmiedeeisernen Bogenrippen, die in kurzen Abschnitten angeliefert und auf der Baustelle vernietet wurden. Die Zwickel wurden nicht mit einzelnen gusseisernen Ringen, sondern mit großen schmiedeeisernen Blechen ausgefüllt, in die die Ringe eingeschnitten wurden.

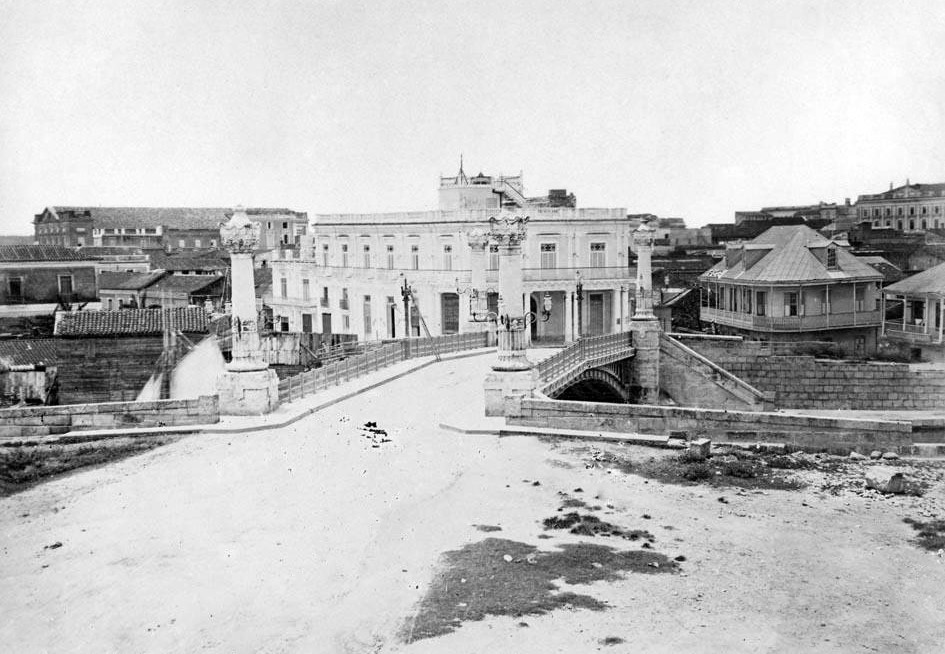
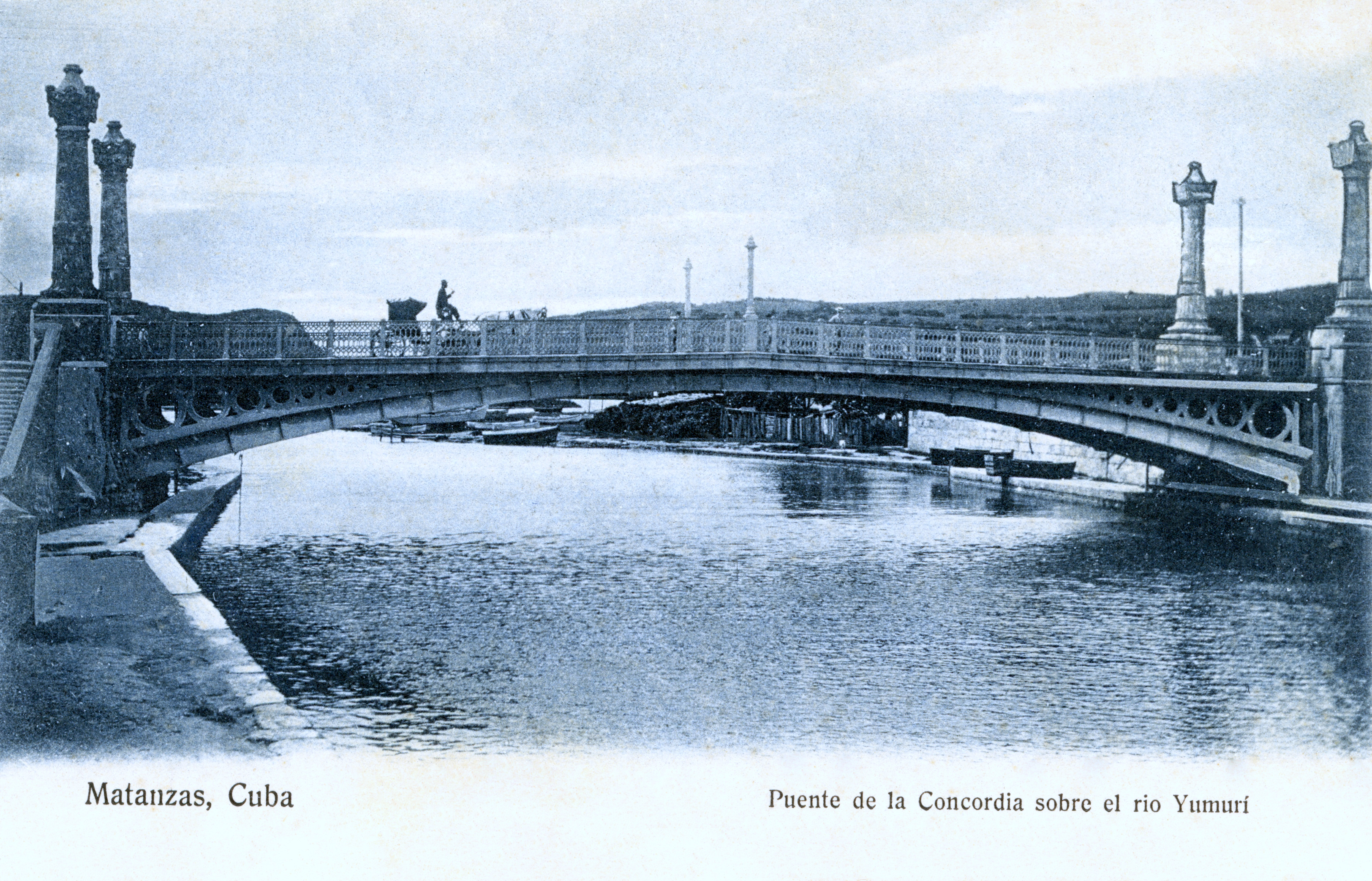
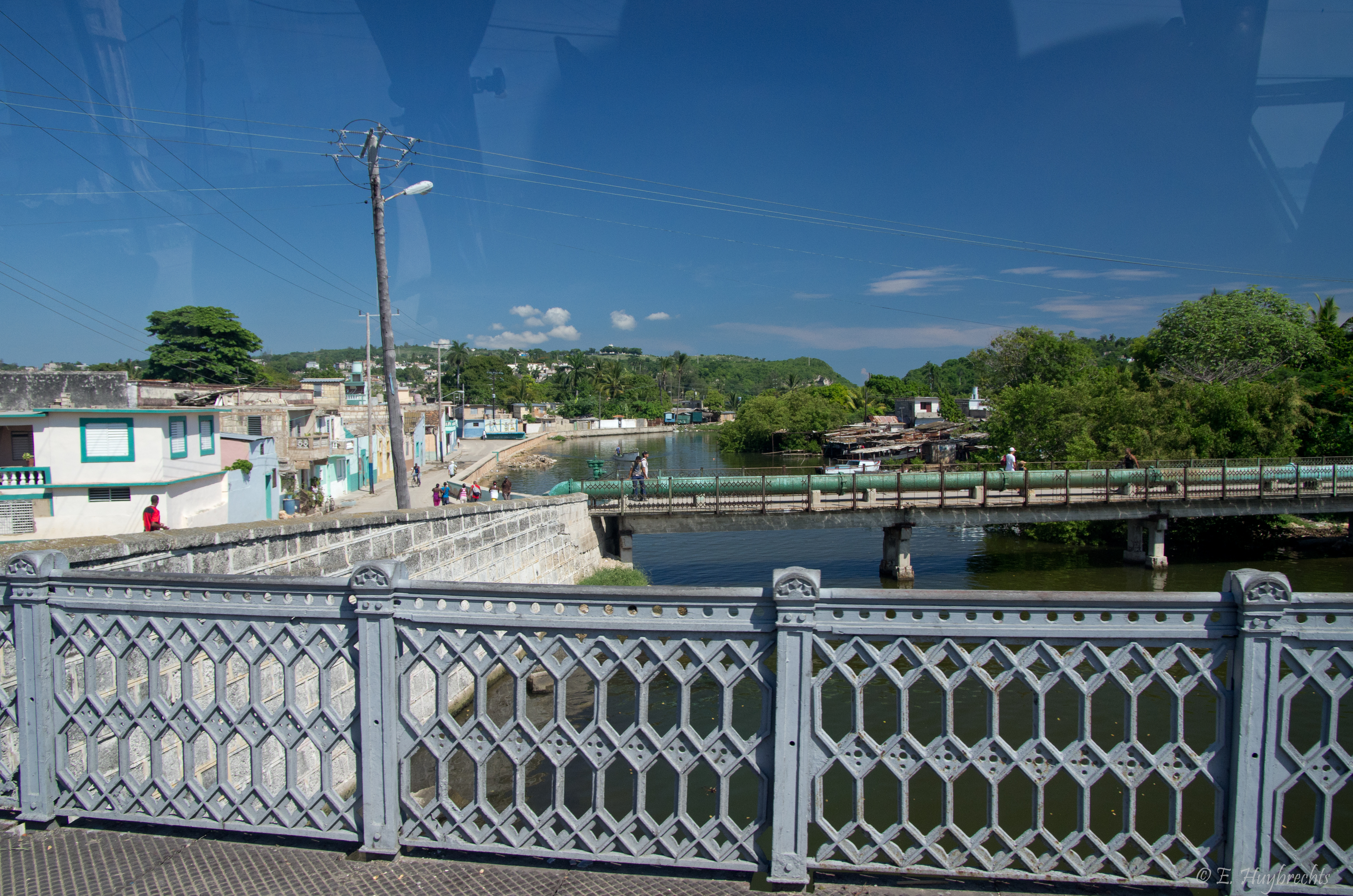
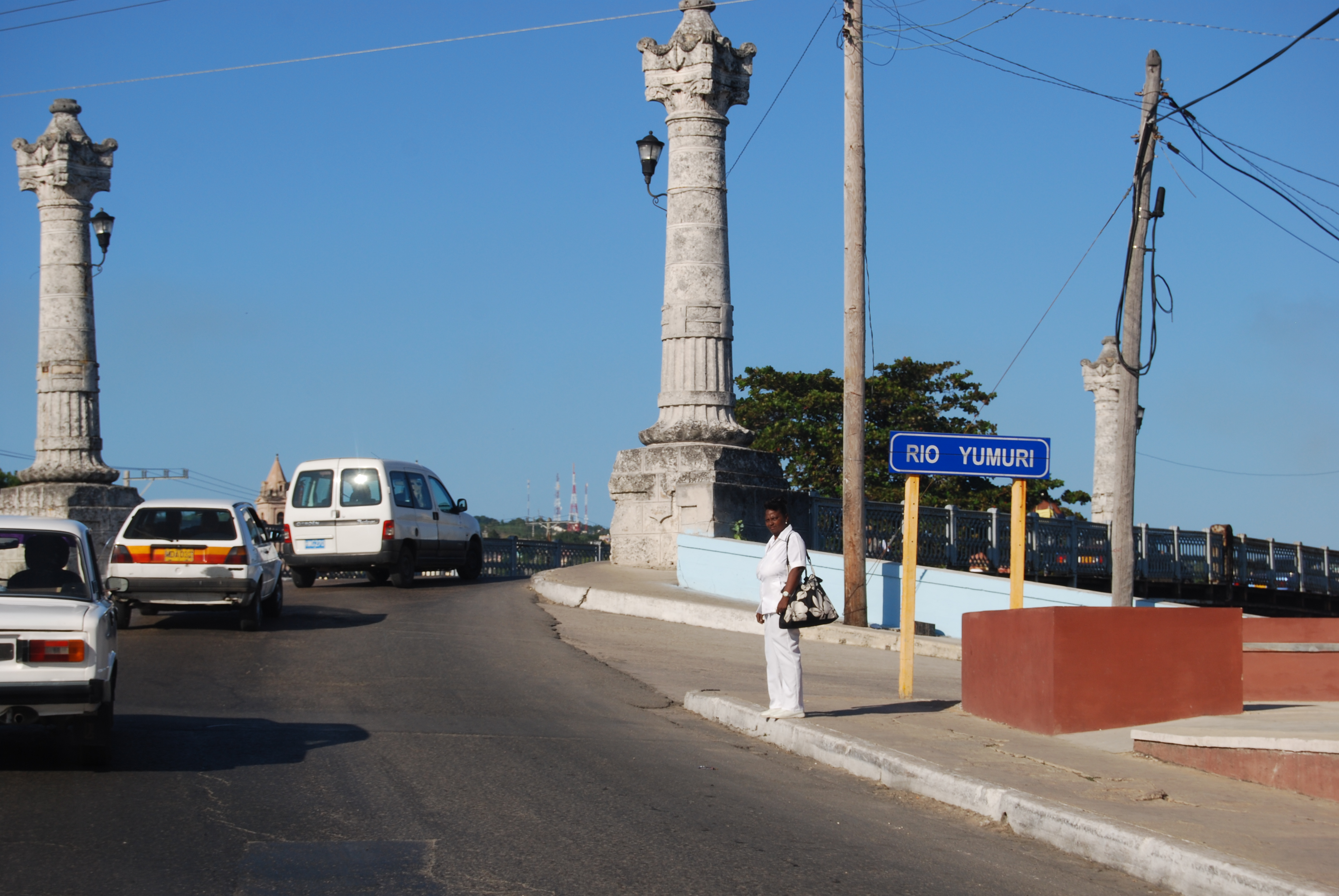